# 만나르
만나르(싱할라어: මන්නාරම, 타밀어: மன்னார்)는 스리랑카 북부 주 만나르구의 행정 중심지이다.